# Piombino Dese
Piombino Dese ist eine nordostitalienische Gemeinde (comune) mit 9475 Einwohnern (Stand 31. Dezember 2023) in der Provinz Padua in Venetien. Die Gemeinde liegt etwa 24 Kilometer nordöstlich von Padua. Piombino Dese grenzt unmittelbar an die Provinz Treviso und liegt südlich des Parco naturale regionale del Fiume Sile.

## Geschichte
1152 wird der Ort in einer Bulle des Papstes Eugen III. erwähnt. Schließlich gerät er unter die Herrschaft der Republik Venedig. Andrea Palladio errichtet hier Mitte des 16. Jahrhunderts die Villa Cornaro, die vom Weltkulturerbe der UNESCO umfasst ist. 

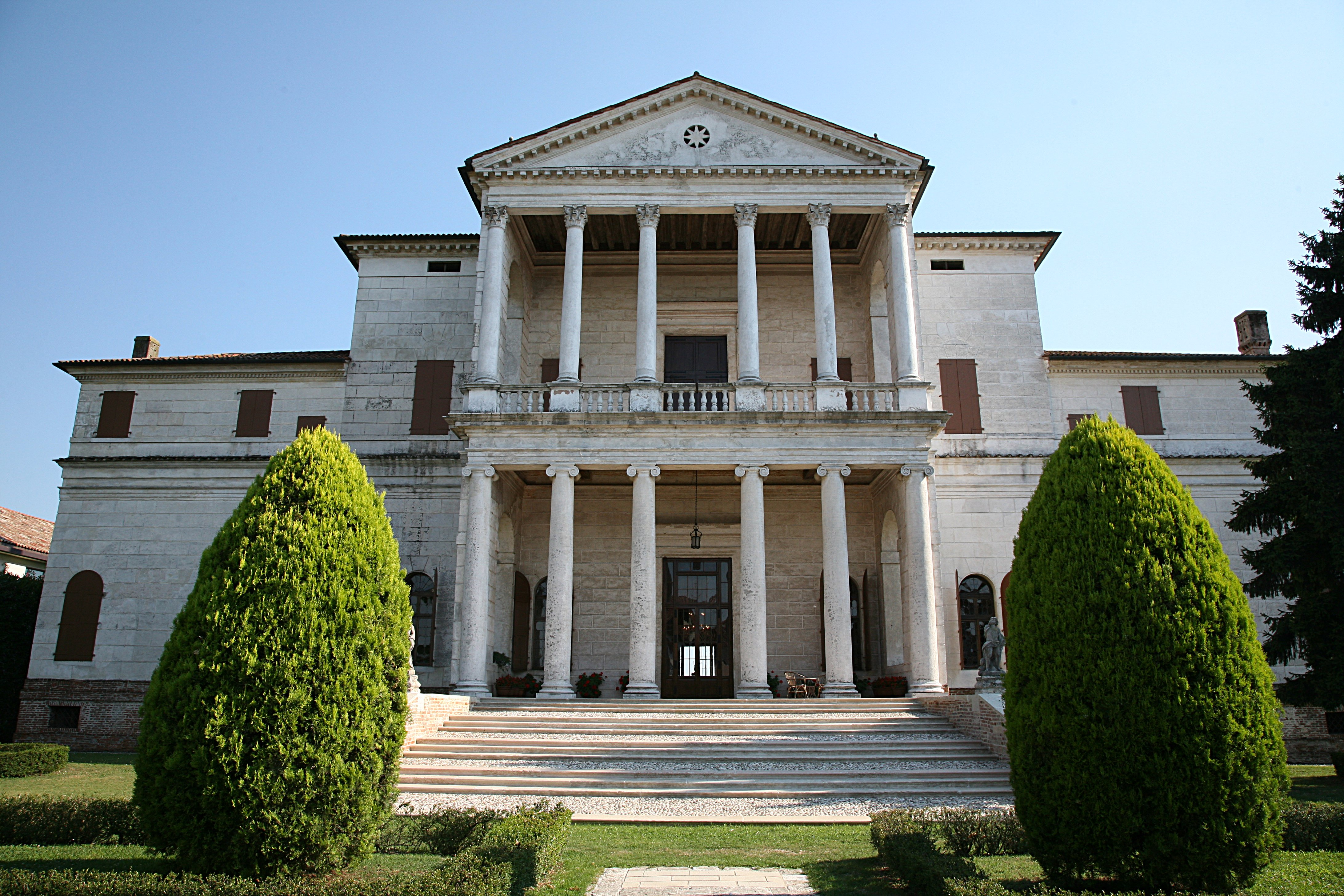
Villa Cornaro von Andrea Palladio

## Verkehr
Piombino Dese liegt mit seinem Bahnhof an der Bahnstrecke Trient–Venedig. Der Ortsteil Levada hatte bis zu der Schließung der Bahnstrecke von Treviso nach Ostiglia ebenfalls eine Bahnstation (Levada-Badoere, Ortsteil von Morgano). 
Die frühere Strada Statale 245 Castellana (heute: Regionalstraße) führt durch das Gemeindegebiet.

## Persönlichkeiten
- Giuseppe Baldo (1914–2007), Fußballspieler (Mittelfeld), Olympiasieger mit der Fußballnationalmannschaft Italiens (1936)
- Anacleto Pavanetto (1931–2021), Salesianier und Latinist